# ایونورسیتی پارک (مریلند)
ایونورسیتی پارک (به انگلیسی: University Park) شهری در ایالت مریلند کشور ایالات متحده آمریکا است که جمعیت آن در سرشماری سال ۲۰۱۰ میلادی، ۲٬۵۴۸ نفر بوده‌است.